# Ophonus

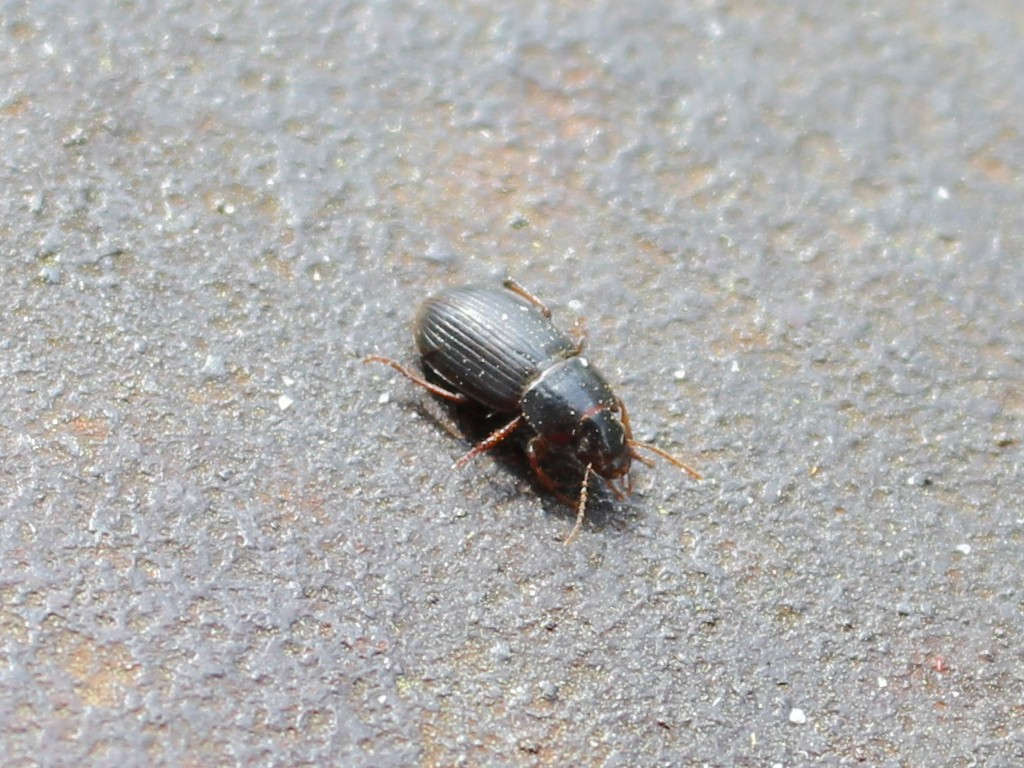
Ophonus rufibarbis

Ophonus – rodzaj chrząszczy z rodziny biegaczowatych, podrodziny Harpalinae i pleminia Harpalini.

## Morfologia
Jeden uszczeciniony punkt nadoczny. Przedplecze o tylnych kątach bez szczecinki. Głowa i środkowa część przedplecza mniej lub bardziej regularnie punktowane. Pokrywy w całości punktowane i przynajmniej częściowo owłosione. Włoski na pokrywach wzniesione. Górna powierzchnia stóp owłosiona.

## Występowanie
Rodzaj palearktyczny. Do fauny europejskiej należy 49 gatunków. W Polsce występuje 13 gatunków z 3 podrodzajów.

## Taksonomia
Takson opisał w 1821 roku Pierre François Marie Auguste Dejean. Gatunkiem typowym jest Carabus sabulicola Panzer, 1796.
Do rodzaju tego zalicza się 69 opisanych gatunków. Podzielony jest na 6 podrodzajów:
- Brachyophonus Sciaky, 1987
- Hesperophonus Antoine, 1959
- Incisophonus Sciaky, 1987
- Macrophonus Tschitscherine, 1901
- Metophonus Bedel, 1897
- Ophonus sensu stricto